# Doctrina Cristiana
Dit overzicht is mogelijk incompleet; u kunt helpen door het uit te breiden.

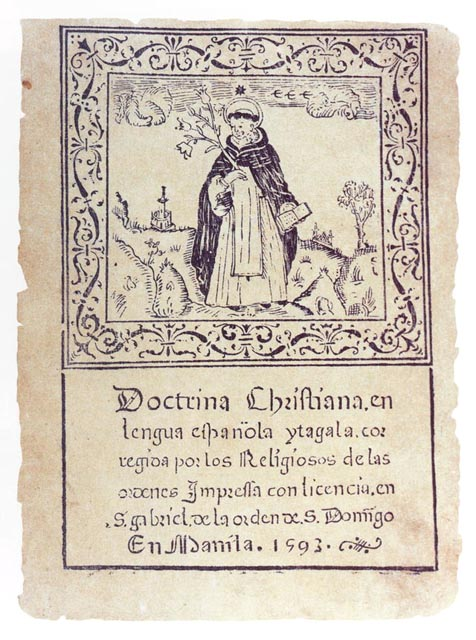
Omslag van "Doctrina Christiana"

Doctrina Christiana is een boek van de Spaanse frater Juan de Plasencia uit 1593. Het boek bevat onder andere de meeste gebruikelijke katholieke gebeden van die tijd, de tien geboden en de sacramenten van de katholieke kerk en werd gebruikt door de fraters van de katholieke kloosterorde in hun missie om de inwoners van de Filipijnse archipel te bekeren tot het katholicisme. Doctrina Cristiana is bijzonder, omdat het een van de eerste boeken is, die ooit werden gedrukt in de Filipijnen. Bovendien bevat het boek niet alleen teksten in het Spaans, maar ook in de meeste gebruikte lokale taal Tagalog. Voor de Tagalog teksten is bovendien zowel het Latijnse alfabet als het lokaal veel gebruikte syllabisch schrift Baybayin, gebruikt.